# Anton Koczinian
Anton Koczinian (orm. Անտոն Քոչինյան, ur. 25 listopada 1913 we wsi Szagali, zm. 5 kwietnia 1989 (według innych informacji 1 grudnia 1990) w Erywaniu) – radziecki i armeński polityk, prezes Rady Ministrów Armeńskiej SRR w latach 1952-1966, I sekretarz KC Komunistycznej Partii Armenii w latach 1966-1974.
1935 ukończył Wyższą Komunistyczną Szkołę Gospodarstwa Wiejskiego, 1935-1937 był sekretarzem odpowiedzialnym i wydawcą rejonowych gazet, 1937-1938 sekretarzem rejonowego komitetu Komsomołu w mieście Azizbekow, 1938-1939 sekretarzem KC Komsomołu Armeńskiej SRR ds. kadr, a 1939-1941 I sekretarzem KC Komsomołu Armeńskiej SRR. Od 1940 członek KC Komunistycznej Partii (bolszewików) Armenii, 1941-1943 I sekretarz Kirowskiego Komitetu Rejonowego KP(b)A w Erywaniu, 1943-1944 I sekretarz komitetu KP(b)A w Prowincji Kotajk, 1946-1949 III sekretarz KC KP(b)A, 1949-1952 sekretarz KC KP(b)A, w 1952 I sekretarz komitetu okręgowego KP(b)A w Erywaniu. Od 20 listopada 1952 do 5 lutego 1966 prezes Rady Ministrów Armeńskiej SRR, następnie do 27 listopada 1974 I sekretarz KC Komunistycznej Partii Armenii. Potem przeszedł na emeryturę. Od 8 kwietnia 1966 do 24 lutego 1976 członek KC KPZR. 1953-1974 deputowany do Rady Najwyższej ZSRR.

## Odznaczenia
- Order Lenina (trzykrotnie)
- Order Wojny Ojczyźnianej II klasy
- Order „Znak Honoru” (23 listopada 1940)